# 16才 (村下孝蔵の曲)
「16才」（じゅうろくさい）は、村下孝蔵の楽曲。1996年6月21日にSony Recordsよりシングルが発売された。

## 解説
村下のデビュー17年目、ベスト盤「初恋/踊り子」をはさんで25枚目のシングルとして発売された。のち、1999年の追悼アルバム『同窓會』の13曲目として収録された。作詞・作曲は村下、編曲は武澤豊による。
「16才」は、プロデューサーの須藤晃によれば「『少女』の続編」であり、当時の少年犯罪多発に思うところがあって制作したという。
2曲目の「あなた踊りませんか」は柳葉敏郎に提供した曲のセルフカバーである。

## 収録曲
- 全曲、作詞・作曲:村下孝蔵

1. 16才
  - 編曲:武澤豊
2. あなた踊りませんか
  - 編曲:村下孝蔵